# Beth Porch
Beth Porch ist eine britische Krankenschwester und Sängerin.

## Leben
Porch stammt aus der südenglischen Grafschaft Devon und arbeitet in einem Krankenhaus in London. Während der COVID-19-Pandemie infizierte sie sich mit SARS-CoV-2, gesundete jedoch von COVID-19.
Am 18. April 2020 trug sie in der Talentshow Britain’s Got Talent das von ihr selbst geschriebene Lied You Taught Me What Love Is vor, mit dem sie in der Woche nach der Ausstrahlung die britischen Singlecharts erreichte. Alle Einnahmen aus dem Verkauf spendete sie dem National Health Service (NHS) und dem Great Ormond Street Hospital.

## Belege
1. ↑  Beth Porch in den Official UK Charts (englisch).

| Personendaten    | Personendaten                           |
| ---------------- | --------------------------------------- |
| NAME             | Porch, Beth                             |
| KURZBESCHREIBUNG | britische Krankenschwester und Sängerin |
| GEBURTSDATUM     | 20. Jahrhundert                         |